# Гопник, Элисон
Элисон Гопник (англ. Alison Gopnik) — американский профессор психологии и аффилированный профессор философии в Калифорнийском университете Беркли. Она известна своими исследованиями в области когнитивного и языкового развития, специализируется на влиянии языка на мышление и развитие детей, изучает развитие теории разума и преобразующее обучение. Её статьи по психологии и когнитивным наукам публиковались в таких изданиях, как Science, Scientific American, The Times Literary Supplement, The New York Review of Books, The New York Times, New Scientist, Slate и других. В её научное наследие входят также четыре книги и более 100 журнальных статей. Ее выступление на конференции TED «Что происходит в голове у ребенка?» набрало более двух миллионов просмотров.
Она часто появляется на телевидении и радио, популяризируя свои идеи. В статье издания Slate о Гопник говорится: «Одна из самых известных исследовательниц в своей области, Гопник также является выдающимся писателем с особым талантом связывать научные исследования с вопросами, которые наиболее интересны родителям и широкой аудитории. Если вы хотите понять, что творится в голове младенца, начните с её работ». Гопник совместно с Робертом Сапольски и Сьюзан Пинкер публиковали свои материалы в колонку Mind & Matter в The Wall Street Journal.
Член НАН США (2025).

## Академическая карьера
Элисон Гопник получила степень бакалавра в области психологии и философии в Университете Макгилла в 1975 году. В 1980 году она защитила докторскую диссертацию (D.Phil.) по экспериментальной психологии в Оксфордском университете. До перехода в Калифорнийский университет в Беркли в 1988 году она работала в Университете Торонто.
Гопник провела обширные исследования по применению байесовских сетей к обучению человека и опубликовала множество статей и докладов на эту тему. Она отмечает: «Интересная особенность байесовских сетей заключается в том, что они ищут причины, а не просто ассоциации. Они предоставляют единую репрезентативную структуру для анализа как событий, происходящих самим по себе, так и вмешательств — того, что вы наблюдаете в действиях других или совершаете сами. Это важно, потому что у нас есть особый способ восприятия и понимания человеческих действий. Мы придаем им особый статус в рамках наших причинных выводов. Мы воспринимаем человеческие действия как целенаправленные попытки изменить мир, в отличие от других событий, которые просто происходят».
Джудеа Перл, разработчик байесовских сетей, отмечает, что Гопник была одной из первых психологов, обративших внимание на сходство математических моделей с тем, как обучаются дети. Работа Гопник в Центре изучения детей при Беркли направлена на разработку математических моделей детского обучения. Эти модели могут быть использованы для создания более совершенных алгоритмов искусственного интеллекта.
В апреле 2013 года Гопник была введена в Американскую академию искусств и наук. С 2014 года она является членом Общества когнитивных наук. В 2021 году Гопник удостоена премии имени Джеймса МакКина Кэттелла за достижения в прикладных исследованиях от Ассоциации психологической науки (APS).

## Значимые публикации
Вместе с Эндрю Н. Мельцоффом и Патрисией К. Куль Гопник написала книгу "The Scientist in the Crib: What Early Learning Tells Us About the Mind". В книге утверждается, что когнитивное развитие детей на ранних этапах жизни обеспечивается тремя факторами: врожденными знаниями, развитыми способностями к обучению и эволюционно сложившейся способностью родителей обучать своих детей.Книга "Causal Learning: Psychology, Philosophy, and Computation", отредактированная совместно с Лаурой Шульц, исследует причинное обучение и междисциплинарные исследования в области понимания процесса обучения и рассуждений.
В книге "The Philosophical Baby: What Children’s Minds Tell Us about Truth, Love, and the Meaning of Life" Гопник исследует, как младенцы и маленькие дети развиваются когнитивно, используя процессы, сходные с научными методами, включая экспериментирование с окружающей средой. В этой книге и многочисленных интервью, которые сопровождали её публикацию, Гопник объясняет, что среда, способствующая когнитивному развитию младенца, должна быть безопасной для исследований. Книга также рассматривает, что младенцы могут рассказать нам о любви, воображении и идентичности, а также философское значение заботы. "The Philosophical Baby" получила признание как бестселлер по версии The New York Times Extended List, San Francisco Chronicle и независимых книжных магазинов. Книга также была включена в список редакторских выборов The New York Times, San Francisco Chronicle.
В 2016 году Гопник выпустила очередной бестселлер книгу «Садовник и плотник: что современная наука о развитии детей говорит нам об отношениях между родителями и детьми», где предложила пересмотреть классический подход к воспитанию детей. Она сравнивает концепцию «родителей-плотников», которые пытаются «вытесать» из ребенка определенный результат, и «родителей-садовников», которые позволяют детям расти самостоятельно, ухаживая за ними, как за садом. Вместо жестких целей Гопник предлагает родителям сосредоточиться на создании максимально комфортной и безопасной поддерживающей среды, взрослея в которой дети будут развивать свои природные способности максимально эффективно. 

## Личная жизнь
Гопник — дочь лингвиста Мирна Ли Гопника. Она ранее была замужем за журналистом Джорджем Левински и имеет троих сыновей: Алексея, Николаса и Андреса Гопник-Левински. В 2010 году она вышла замуж за Алви Рэя Смита, пионера компьютерной графики и сооснователя Pixar.